# 維爾通區
維爾通區（法語：Arrondissement de Virton）是比利時瓦隆大区盧森堡省的一个区。該區轄有10個市鎮，面積771.19平方公里，2020年1月1日人口為53500人。

## 市鎮
維爾通區下轄以下市鎮：
- 希尼（Chiny）
- 埃塔勒（Étalle）
- 弗洛朗维尔（Florenville）
- 阿拜（Habay）
- 梅克斯德旺维尔通（Meix-devant-Virton）
- 米松（Musson）
- 鲁夫鲁瓦（Rouvroy）
- 圣莱热（Saint-Léger）
- 坦蒂尼（Tintigny）
- 维尔通（Virton）